# Turbohèlice

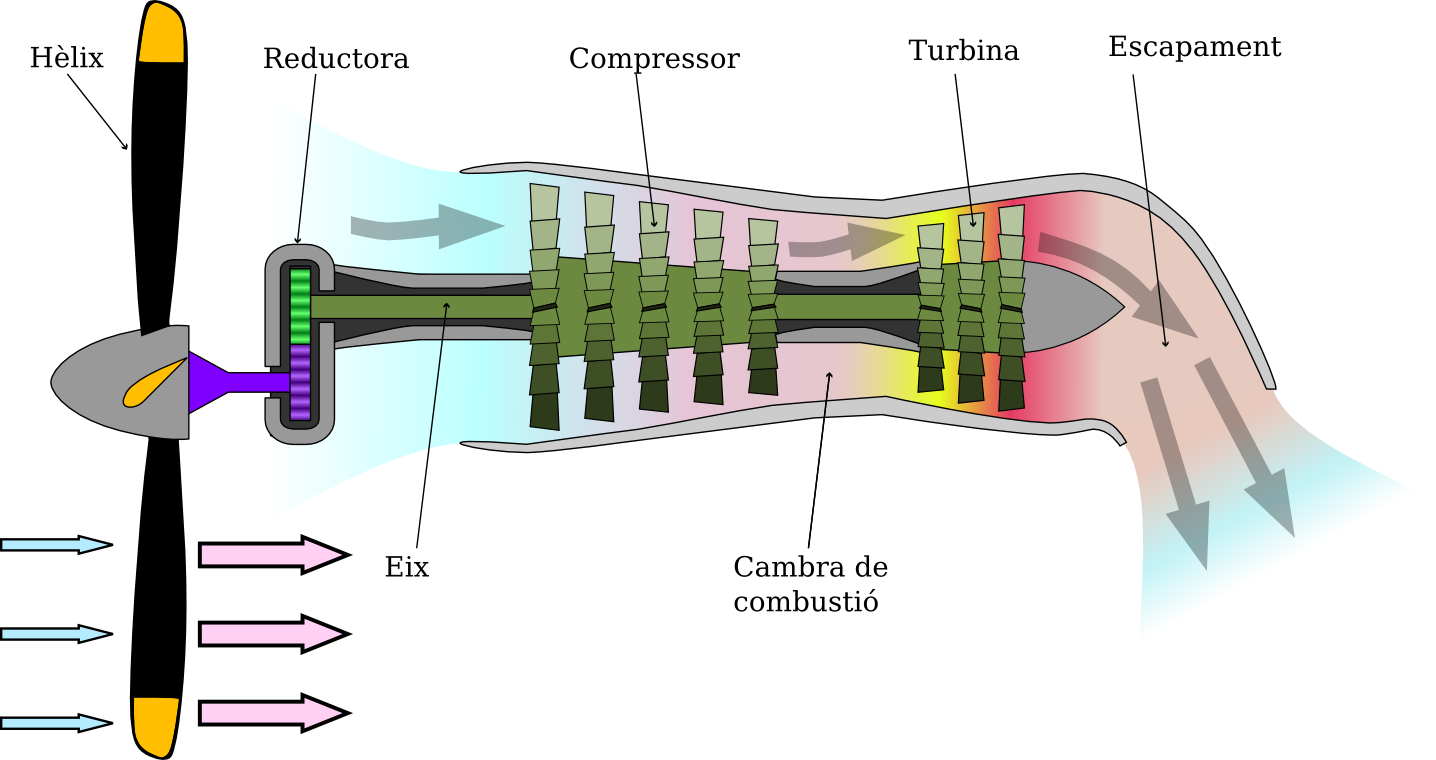
Funcionament d'una turbohèlice.

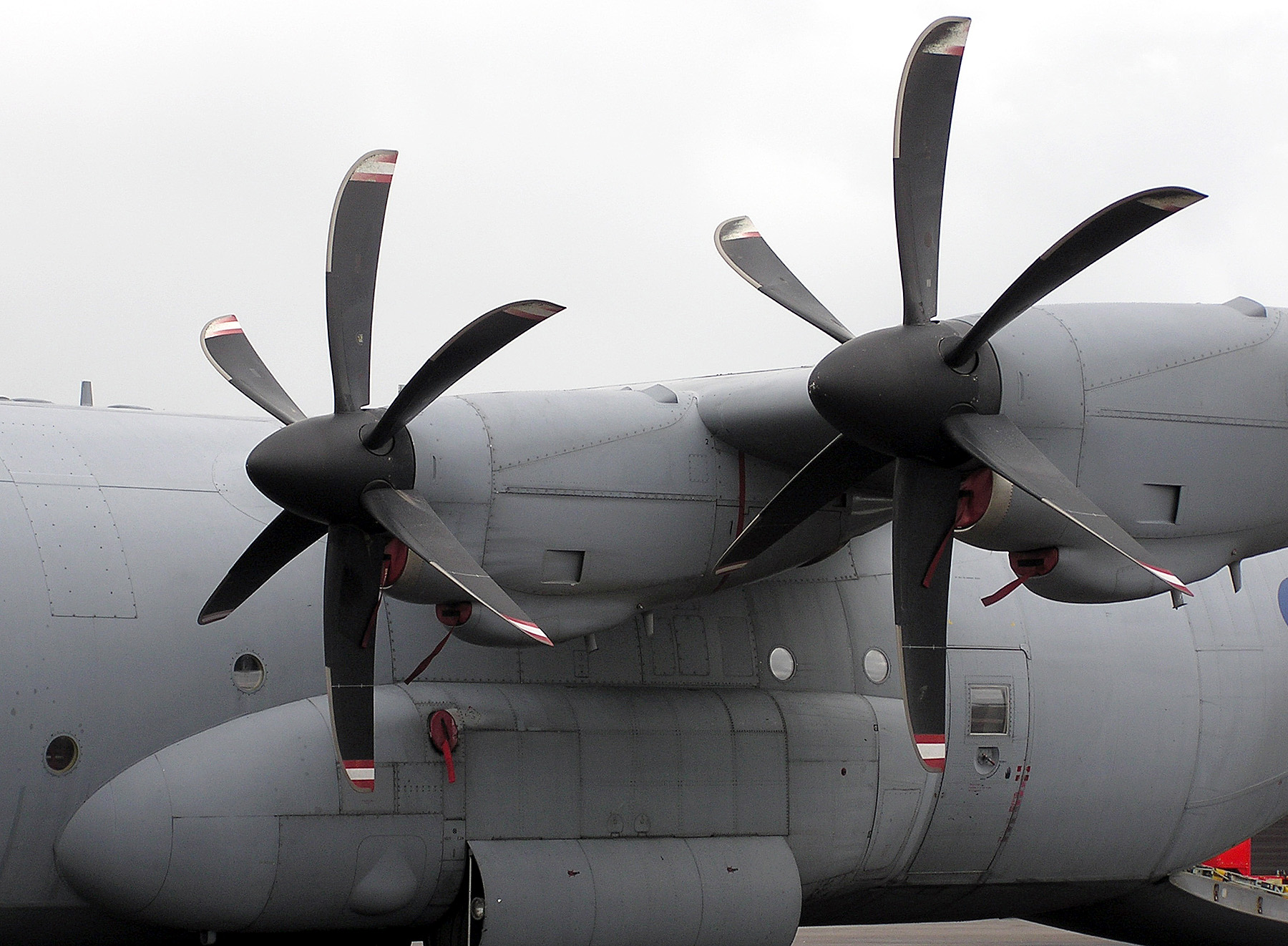
Turbohèlices d'un avió de transport militar C-130 Hercules de la Royal Air Force.

El tipus de motor anomenat turbohèlice o turbohèlix (en anglès:  turboprop) té muntada davant del reactor una hèlice propulsada per una segona turbina, anomenada turbina lliure, o per etapes addicionals de la turbina que mou el compressor (tipus eix fix).
Al voltant d'un 90% de l'energia dels gasos expandits s'absorbeix a la part de la turbina que mou l'hèlice i el 10% restant s'utilitza per accelerar el raig de gasos d'escapament. Això fa que el raig només suposi una petita part de l'empenta total.
La turbohèlice més potent del món és el Kuznetsov NK-12MA que produeix 15.000 CV. Només les turbohèlices Progress D-27 i Europrop TP400, més recents, se li acosten.
El Pratt & Whitney Canada PT6 és un dels motors d'aviació turbohèlice més utilitzats de la història. amb una producció que va arribar als 36.000 motors, només de la versió PT6A, l'any 2001.